# Sigismund von Preußen

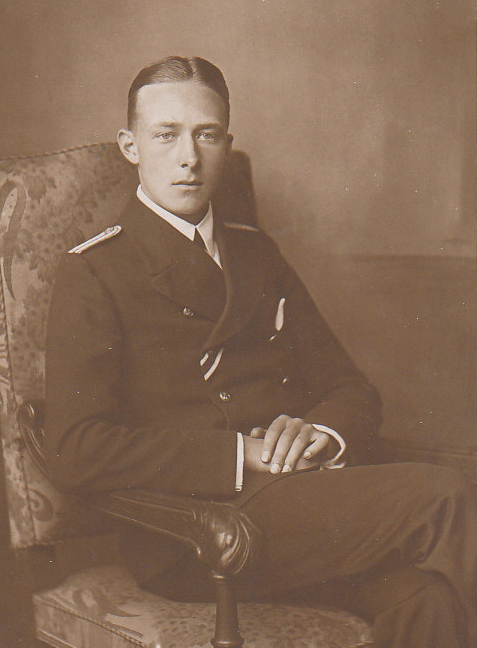
Sigismund von Preußen während des Ersten Weltkriegs

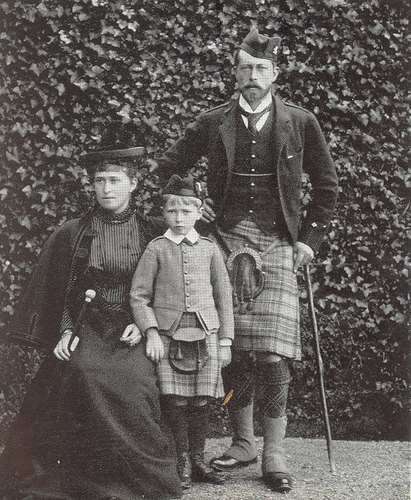
Prinz Sigismund mit seinen Eltern um 1905

Sigismund Prinz von Preußen (* 27. November 1896 in Kiel; † 14. November 1978 in Puntarenas, Costa Rica; vollständiger Name August Wilhelm Viktor Karl Heinrich Sigismund Prinz von Preußen) war ein Mitglied des Hauses Hohenzollern.

## Leben
Sigismund war der zweite Sohn des Prinzen Heinrich von Preußen (1862–1929) und seiner Frau Prinzessin Irene von Hessen-Darmstadt (1866–1953) sowie ein Neffe des letzten Deutschen Kaisers Wilhelm II. und der letzten russischen Zarin Alexandra Fjodorowna. Er wurde im Schloss in Kiel geboren, wo sein Vater als Admiral der Kaiserlichen Marine residierte. Seinen Rufnamen Sigismund erhielt er nach Prinz Sigismund, dem früh verstorbenen Bruder seines Vaters. 30. Januar 1897 wurde er getauft, der Kaiser war einer seiner Paten.

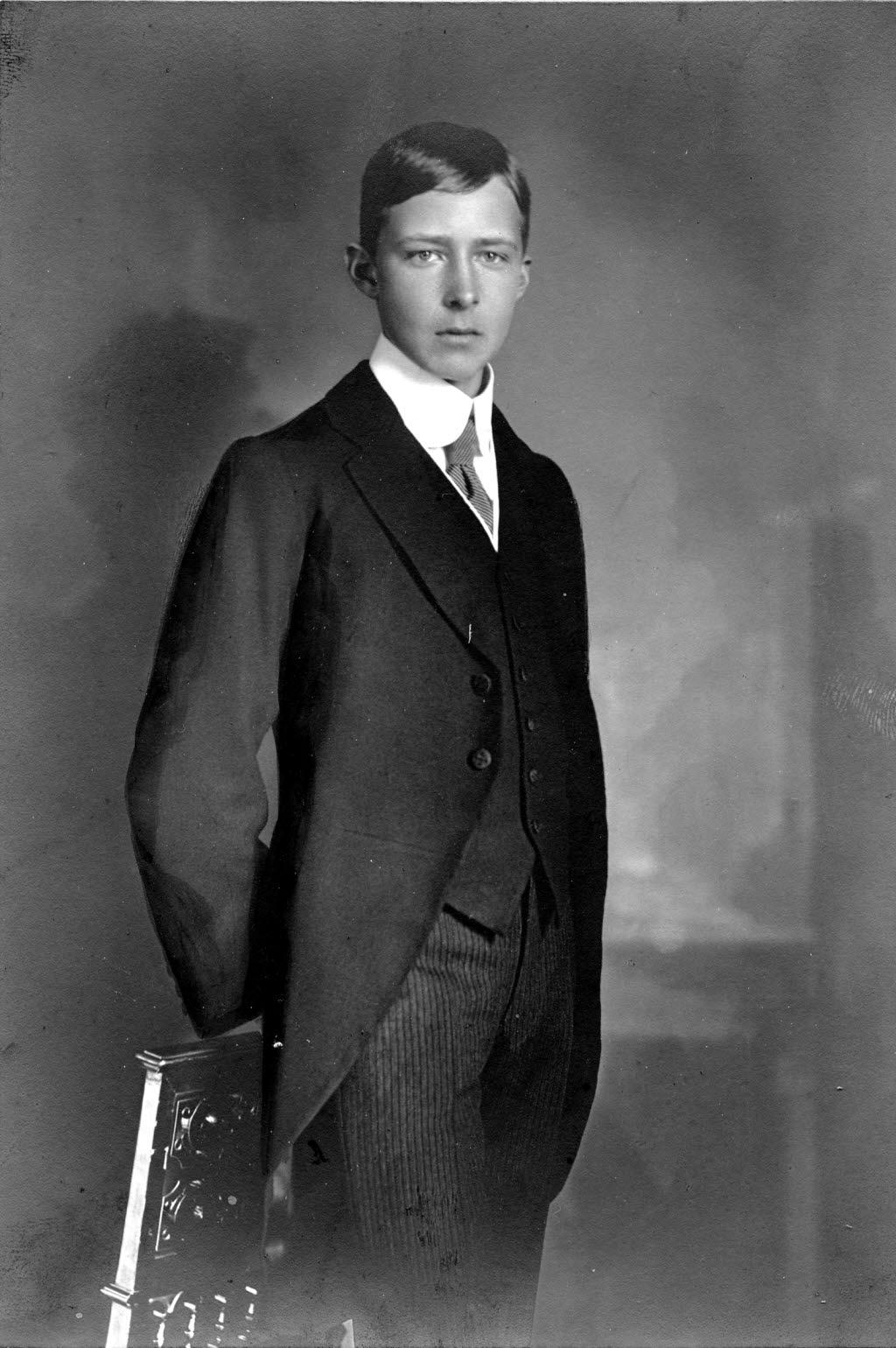
Prinz Sigismund als Jugendlicher, 1913

Bis zum Beginn des Ersten Weltkriegs besuchte Sigismund die Kieler Hebbelschule, in welcher Ostern 1909 auf Kosten seines Vaters eine eigene ausgewählte Schulklasse zusammengestellt worden war. Zu Ostern 1913 fand seine Konfirmation statt, welche in Kiel als großes gesellschaftliches Ereignis gefeiert wurde. Seine Lehrer bescheinigten ihm zwar Gutmütigkeit, aber auch mangelnde Begabung.
Nach Ausbruch des Ersten Weltkriegs meldete sich Sigismund umgehend als Freiwilliger, wurde aber zurückgestellt, da er noch keine 18 Jahre alt war. Er besuchte vorerst die Unterprima und bereitete sich auf die Seekadetteneinstiegsprüfung vor. Im Herbst 1914 trat er bei der I. Matrosenartillerie-Abteilung im Fort Falckenstein bei Friedrichsort zur Ausbildung bei der Marine an. Im Mai 1915 wurde er zur Artillerie in Flandern kommandiert und fuhr 1918 als Wachoffizier auf U-Booten. Zuletzt war er Leutnant zur See und stand auch als Leutnant à la suite des 1. Garde-Regiments zu Fuß.
Nach Kriegsende und Abschaffung der Monarchie sah er sich dem Zwang ausgesetzt, sich einen bürgerlichen Beruf auszuwählen. 1919 holte er zunächst auf der Oberrealschule I das Abitur nach, um sich daraufhin in Hamburg als Kaufmann ausbilden zu lassen. Am 11. Juli 1919 heiratete er auf dem schleswig-holsteinischen Gut Hemmelmark bei Eckernförde seine Cousine (2. Grades) Charlotte Agnes Prinzessin von Sachsen-Altenburg (1899–1989), die älteste Tochter des letzten Herzogs Ernst II. und der Prinzessin Adelheid zu Schaumburg-Lippe.
1922 löste er offiziell seinen Hofstaat auf und ging für seine Firma nach Guatemala, wo er die Leitung einer Kaffeeplantage übernahm. Von dort ging er 1928 nach Costa Rica, wo er einen Großbienenbetrieb begründete. Die Weltwirtschaftskrise wie auch der Zweite Weltkrieg führten zu ständigen Geldsorgen.
1948 wurde er Mitglied des Corps Brandenburgia-Berlin zu Cleveland/Ohio.

## Nachkommen
Sigismund Prinz von Preußen hatte mit seiner Frau Charlotte Agnes Prinzessin von Sachsen-Altenburg (1899–1989) zwei Kinder:
- Barbara Irene Adelheid Viktoria Elisabeth Bathildis (1920–1994)

⚭ Christian Ludwig Herzog zu Mecklenburg (1912–1996), Chef des Hauses Mecklenburg ab 1945
- Alfred Friedrich Ernst Heinrich Conrad (1924–2013)

⚭ Maritza Farkas (1929–1996)